# Estadio Central (Ekaterimburgo)
El Estadio Central (del ruso: Центра́льный стадио́н), también conocido como Ekaterimburgo Arena (del ruso: Екатеринбург Арена) por razones de patrocinio, es un estadio de fútbol en Ekaterimburgo, Rusia. El club de fútbol Ural disputa en este estadio sus partidos como local. El recinto fue inaugurado en 1957 y disponía de una capacidad total de 27 000 espectadores sentados. El estadio Central fue una de las sedes que albergó el Mundial de fútbol de 2018, y fue sometido a una reconstrucción, en la que conservó su histórica fachada original.

## Historia

### Estadio Central (1957-2014)

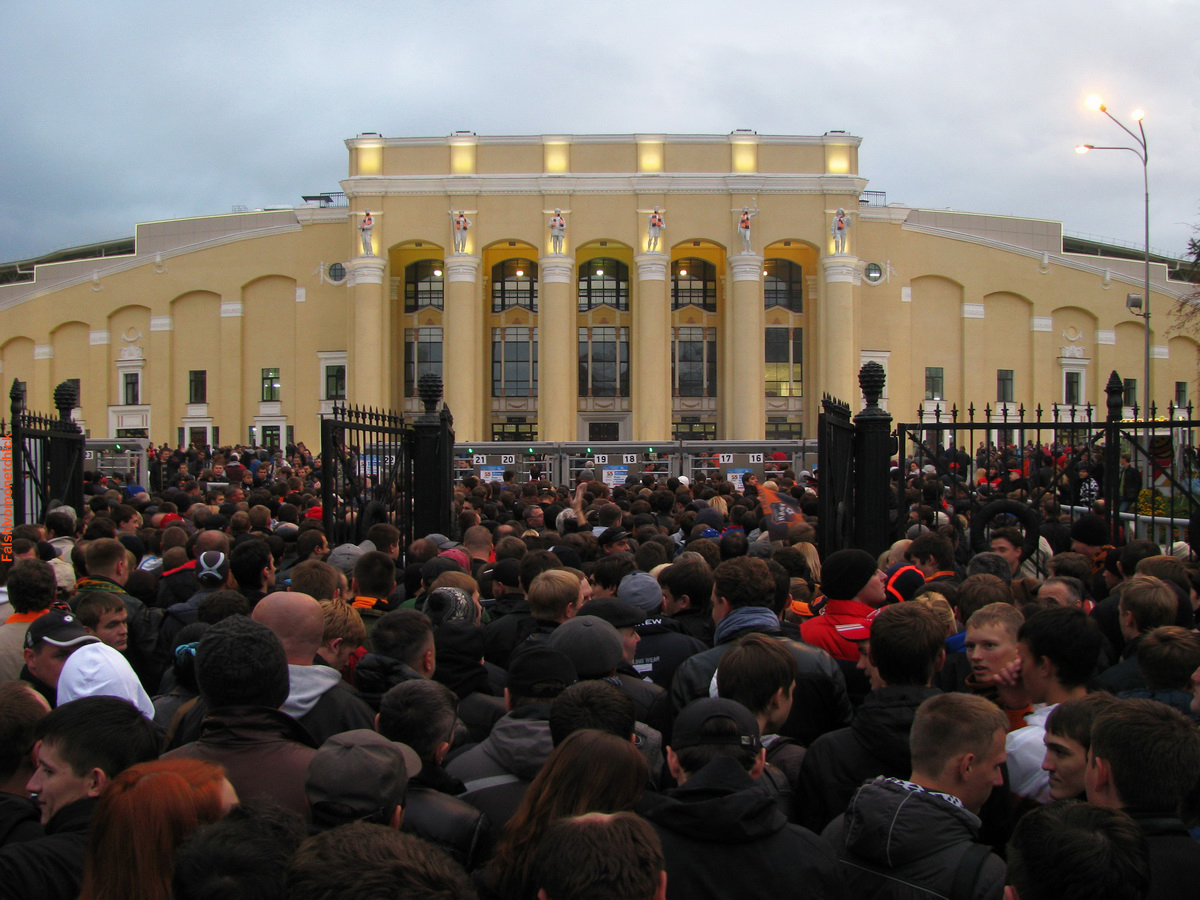
Afición del Ural ante la histórica fachada del Estadio Central (2012).

El Estadio Central fue construido en 1957. Anteriormente en este territorio de la ciudad también se encontraba una instalación deportiva: desde 1900, el Velódromo; desde 1928, el estadio Regional; y desde 1936 el estadio Metallurg del Este. El estadio ha albergado miles de eventos deportivos y de entretenimiento. En los primeros años después de su apertura, el estadio se convirtió en uno de los escenarios más importantes del mundo de patinaje de velocidad: en 1959 se celebraron los Campeonatos Mundiales de Patinaje de Velocidad de 1959, así como los campeonatos de 1958, 1962, 1964 y 1966 de la URSS (con múltiples récords mundiales), y en el período de 1964-73 muchos partidos entre los mejores equipos nacionales de patinaje de velocidad del mundo (Unión Soviética, Noruega, Suecia y Finlandia). Aproximadamente durante el tiempo en que SKA-Sverdlovsk era uno de los mejores equipos de clubes del mundo. El estadio albergó la Spartakiada de 1962, 1966, 1974 y 1978 (al mismo tiempo estas competiciones fueron campeonatos de la URSS) y otras competiciones rusas e internacionales.
En 2004 el estadio se convirtió en una empresa pública (en 2010 los accionistas eran el Ministerio de Bienes del óblast de Sverdlovsk con el 25% más una acción; el Ayuntamiento de Ekaterimburgo, 25% más una acción, y el Grupo Sinara, 50% menos dos acciones). Desde septiembre de 2006 hasta 2011, se completó una primera reconstrucción del estadio a gran escala. En 2015-17 completó otra reconstrucción a gran escala.

### Reconstrucción para el Mundial 2018 (2015-presente)

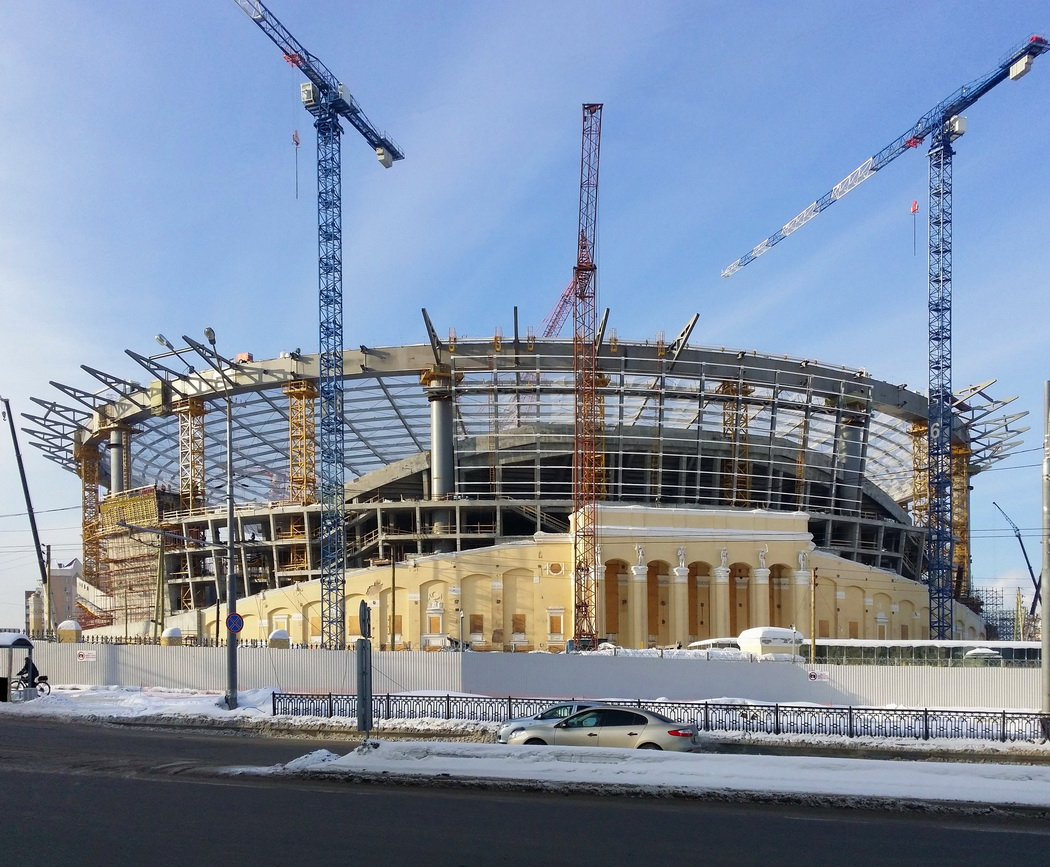
El estadio en su fase de reconstrucción (enero de 2017).

Como el estadio fue elegido como una de las sedes de la Copa Mundial de la FIFA 2018, se erigieron gradas temporales que se extendían fuera del perímetro original del estadio para cumplir con el requisito de asientos de la FIFA de 35 000 espectadores. El estadio proporcionará tres tipos de asientos, incluyendo lugares especiales para personas con discapacidades y sectores para los aficionados. En las tribunas este y oeste, el 30 % de los asientos se colocarán bajo un dosel. Los sistemas de seguridad, vigilancia, telecomunicaciones, alimentación de video y experiencia de audio permitirán altos niveles de servicio y seguridad en el estadio.
El núcleo del estadio reunirá un campo de fútbol con césped natural de 105 x 68 m. y un complejo atlético compuesto por ocho hipódromos, áreas para salto de longitud, triple salto y lanzamiento de peso. Grand Sports Arena (BSA) se ajustará a las normas internacionales de la FIFA y la UEFA, la Federación Rusa de Atletismo, así como a agencias internacionales, eventos culturales y conciertos. Debajo de las tribunas habrá lugares para instalaciones deportivas, alojamiento para atletas, jueces, equipos médicos y restaurantes. Cerca del área del centro deportivo se encuentran las instalaciones deportivas de estacionamiento y planas: un campo de fútbol con césped artificial y canchas de tenis.
Además, está previsto equipar ocho casetas para comentaristas deportivos de radio y televisión, será un centro de prensa, espacio para periodistas que cubran el rumbo de eventos deportivos. El estadio tendrá césped artificialmente calentado e irrigación artificial, que estará en su lugar para la próxima temporada de fútbol.
En el estadio, se planea construir un gimnasio (2500-3000 m²) y un centro de Valeología (1500 m²), que será un sistema organizado de puntos de venta de comida rápida para servir a la audiencia, y también habrá un restaurante con 200-300 asientos.
Para la Copa del Mundo, el estadio tiene una capacidad de 35 696 espectadores, 12 000 de los cuales son asientos temporales, que después de la Copa del Mundo serán eliminados. Esto dará como resultado una capacidad final de alrededor de 23 000 espectadores, todos ellos sentados. Desarrollará el sistema moderno de acceso al estadio, proporcionando sistemas de seguridad y evacuación que cumplen con los requisitos internacionales. Además, se construirá un hotel. Cerca del estadio habrá un estacionamiento con 3200 espacios.

## Eventos

### Copa Mundial de Fútbol de 2018

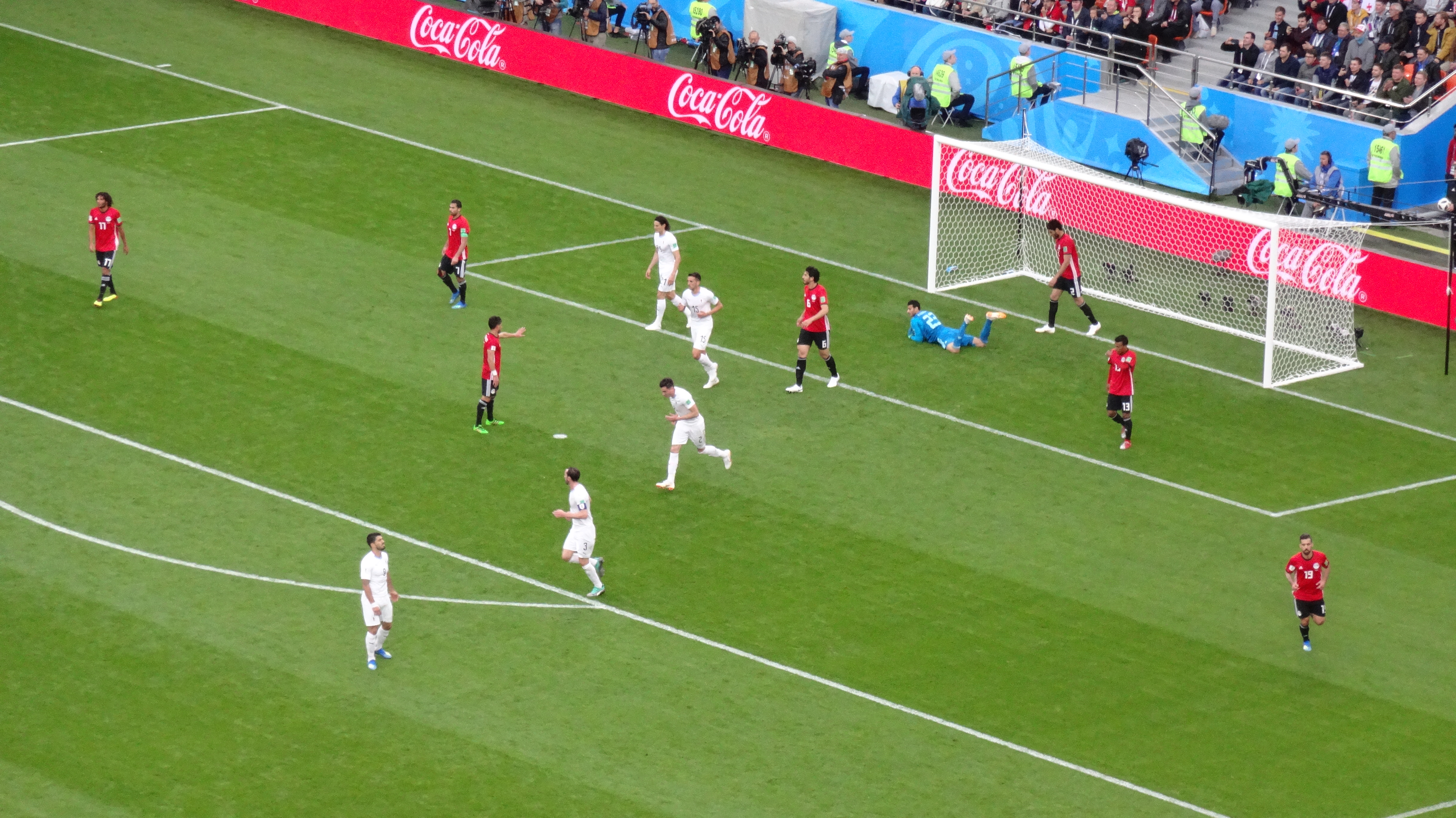
Mohamed El-Shenawy salva a su selección en el partido entre y.

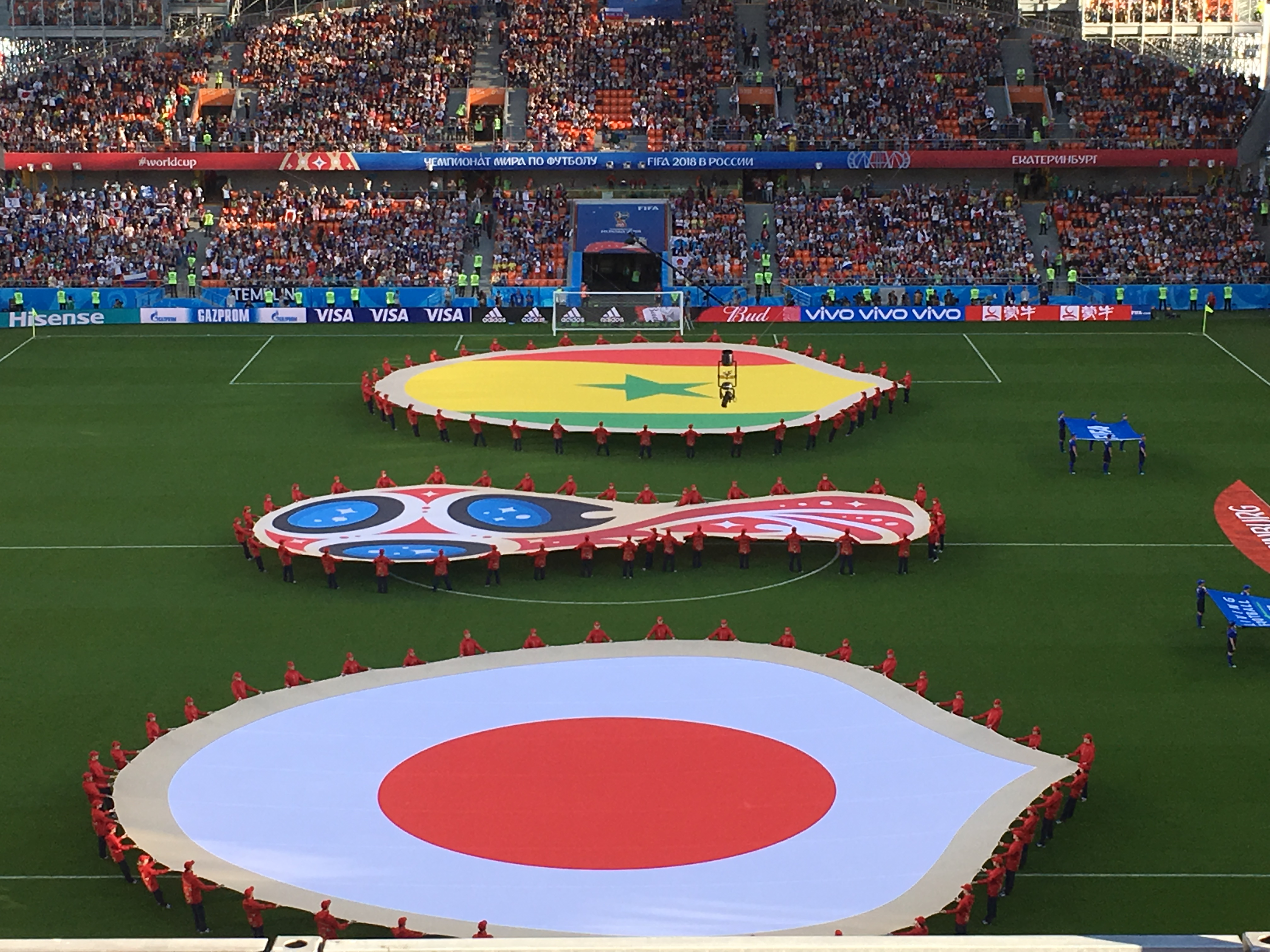
Momento de los himnos nacionales entre y.

Este estadio fue una de las sedes de la Copa Mundial de Fútbol de 2018. En este escenario se disputaron los siguientes partidos:

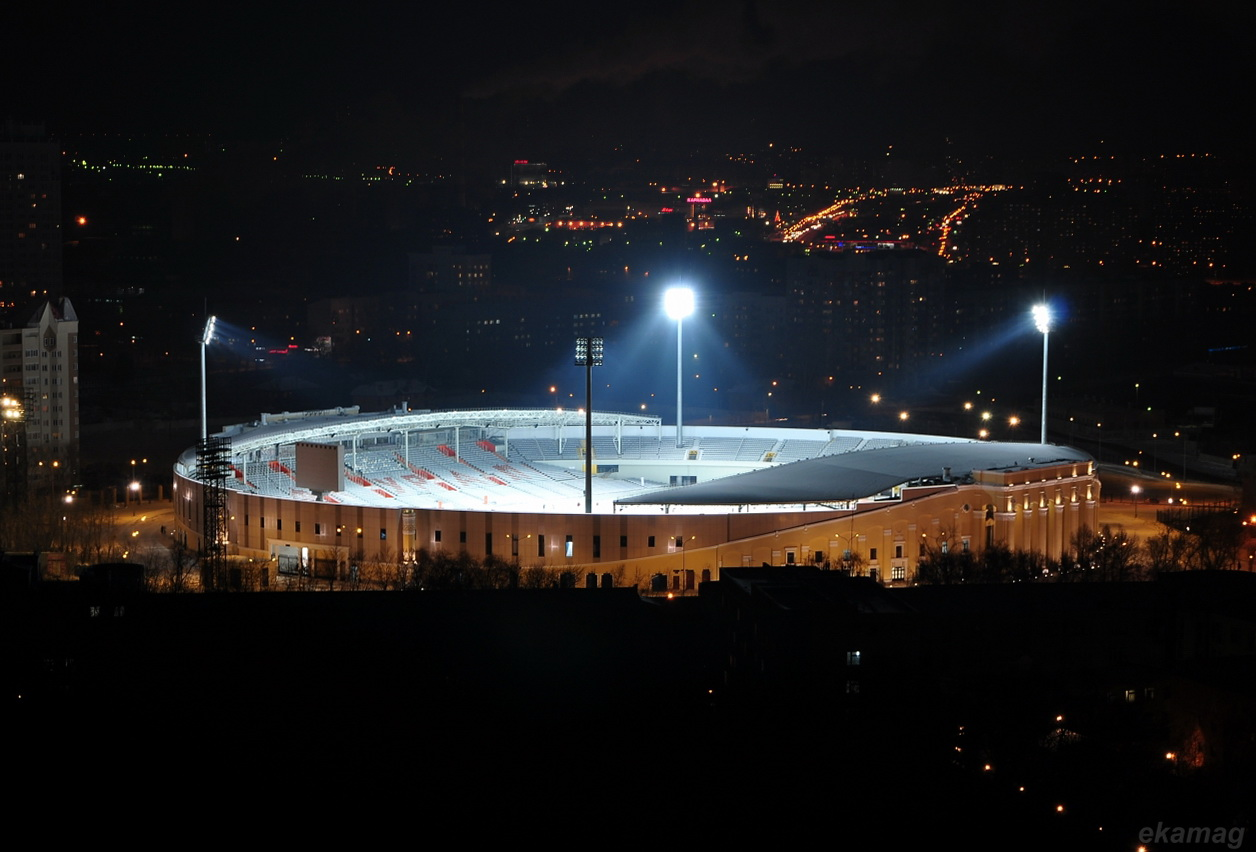
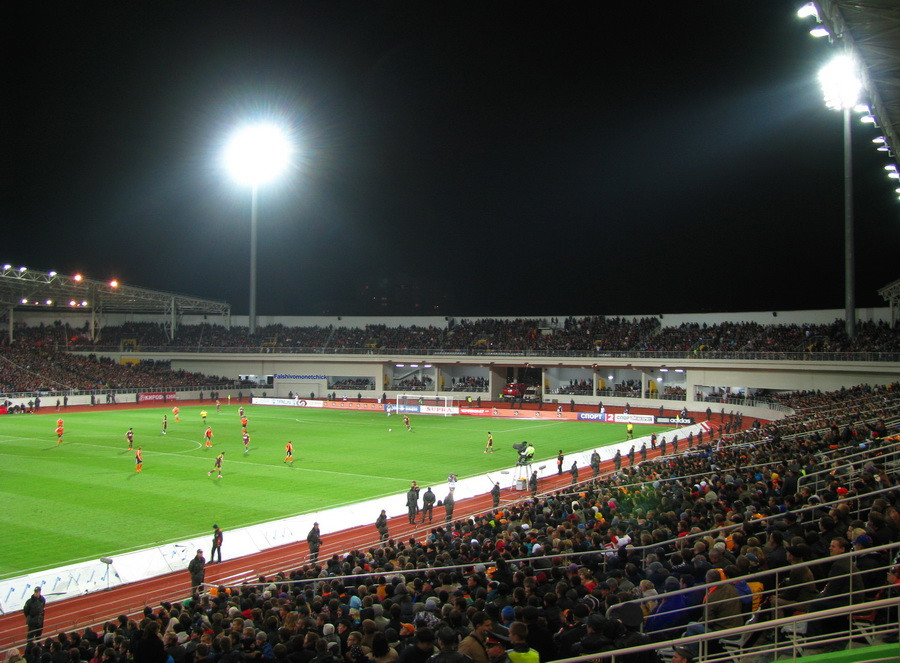

| Fecha               | Fase         | Equipo  |                    | Resultado |                    | Equipo  | Espectadores |
| ------------------- | ------------ | ------- | ------------------ | --------- | ------------------ | ------- | ------------ |
| 15 de junio de 2018 | Primera fase | Egipto  | Bandera de Egipto  | 0:1       | Bandera de Uruguay | Uruguay | 33 150       |
| 21 de junio de 2018 | Primera fase | Francia | Bandera de Francia | 1:0       | Bandera de Perú    | Perú    | 33 015       |
| 24 de junio de 2018 | Primera fase | Japón   | Bandera de Japón   | 2:2       | Bandera de Senegal | Senegal | 32 572       |
| 27 de junio de 2018 | Primera fase | México  | Bandera de México  | 0:3       | Bandera de Suecia  | Suecia  | 33 114       |

## Servicios
En el estadio los espectadores tendrán los siguientes servicios:
- Ayuda de información y orientación prestada por voluntarios.
- Información (punto de anotación de los niños, custodia de cochecitos de niño, servicio de objetros extraviados).
- Consigna.
- Audiocomentarios y explicaciones para los espectadores ciegos o con problemas de visión.

En el estadio hay también asientos de dimensiones fuera de serie para los espectadores con el exceso de peso. Para las personas con discapacidad en las tribunas están preparadas zonas especiales, donde también pueden encontrarse los acompañantes y cochecitos de inválidos.

### Condiciones para los espectadores con discapacidad
En el estadio hay un sector especial para las personas con discapacidad, donde los asientos se encuentran bajo el techo y están divididos del resto de la tribuna por barras protectoras y láminas de cristal. El sitio está especialmente adaptado para las personas que se mueven en los cochecitos de inválidos: todos los asientos están puestos de uno en uno y distan a un metro y medio entre sí.

## Seguridad de los espectadores en el estadio
La seguridad de los espectadores, futbolistas y funcionarios del estadio está asegurada por sistemas de registro de entradas y todo un complejo de medidas de prevención e impedimento de posibles actas terroristas. Además en la arena hay medios de control del estado de construcciones de ingeniería del estadio, que permiten inmediatamente transmitir los datos actuales del estado de la obra al panel de control de los servicios de guardia.